# Gul spinndubbelfoting
Gul spinndubbelfoting (Melogona gallica) är en mångfotingart som först beskrevs av Robert Latzel 1884.  Gul spinndubbelfoting ingår i släktet Melogona och familjen spinndubbelfotingar. Arten har ej påträffats i Sverige. Inga underarter finns listade i Catalogue of Life.